# Garden River
Garden River är ett vattendrag i Kanada.   Det ligger i provinsen Ontario, i den sydöstra delen av landet, 700 km väster om huvudstaden Ottawa.
Omgivningarna runt Garden River är en mosaik av jordbruksmark och naturlig växtlighet. Runt Garden River är det glesbefolkat, med 8 invånare per kvadratkilometer.